# Kanzel (Lorignac)

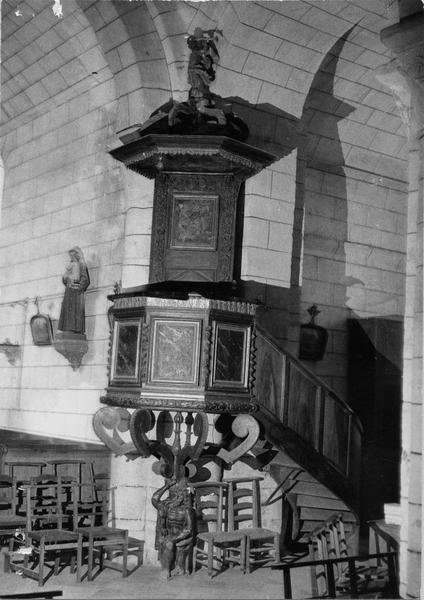
Kanzel in Lorignac

Die Kanzel in der Kirche St-Pierre-ès-Liens in Lorignac, einer französischen Gemeinde im Département Charente-Maritime der Region Nouvelle-Aquitaine, wurde im 18. Jahrhundert geschaffen. Die Kanzel aus Holz wurde 1980 als Monument historique in die Liste der geschützten Objekte (Base Palissy) in Frankreich aufgenommen.
Die Kanzel, die teilweise vergoldet ist, wird von einem Atlanten mit Bärenfell getragen. Auf dem Schalldeckel steht ein Posaunenengel.